# Canton de Saint-Gély-du-Fesc
Le canton de Saint-Gély-du-Fesc est une circonscription électorale française du département de l'Hérault créée par le décret du 26 février 2014 et entrée en vigueur lors des premières élections départementales suivant la publication du décret.

## Histoire
Un nouveau découpage territorial de l'Hérault (département) entre en vigueur à l'occasion des élections départementales de 2015. Il est défini par le décret du 26 février 2014, en application des lois du 17 mai 2013 (loi organique 2013-402 et loi 2013-403). Les conseillers départementaux sont, à compter de ces élections, élus au scrutin majoritaire binominal mixte. Les électeurs de chaque canton élisent au Conseil départemental, nouvelle appellation du Conseil général, deux membres de sexe différent, qui se présentent en binôme de candidats. Les conseillers départementaux sont élus pour 6 ans au scrutin binominal majoritaire à deux tours, l'accès au second tour nécessitant 10 % des inscrits au 1er tour. En outre la totalité des conseillers départementaux est renouvelée. Ce nouveau mode de scrutin nécessite un redécoupage des cantons dont le nombre est divisé par deux avec arrondi à l'unité impaire supérieure si ce nombre n'est pas entier impair, assorti de conditions de seuils minimaux. Dans l'Hérault, le nombre de cantons passe ainsi de 49 à 25.
Le nouveau canton de Saint-Gély-du-Fesc est formé de communes des anciens cantons de Castries (6 communes) et des Matelles (14 communes). Avec ce redécoupage administratif, le territoire du canton s'affranchit des limites d'arrondissements, avec 19 communes incluses dans l'arrondissement de Lodève et une dans l'arrondissement de Montpellier. Le bureau centralisateur est situé à Saint-Gély-du-Fesc.

## Représentation
| Période élective | Période élective | Mandat | Mandat   | Identité         | Nuance | Nuance | Qualité |
| ---------------- | ---------------- | ------ | -------- | ---------------- | ------ | ------ | --- |
| 2015             | 2021             | 2015   | 2021     | Laurence Cristol |        | LR     | Adjointe au maire, puis maire de Saint-Clément-de-Rivière                                                   |
| 2015             | 2021             | 2015   | 2021     | Guillaume Fabre  |        | LR     | Premier adjoint au maire de Saint-Gély-du-Fesc jusqu'en 2020, conseiller municipal (opposition) depuis 2020 |
| 2021             | 2028             | 2021   | en cours | Michèle Lernout  |        | DVD    | Maire de Saint-Gély-du-Fesc, a pris la suite de Laurence Cristol, élue députée en juin 2022.                |
| 2021             | 2028             | 2021   | en cours | Jérôme Lopez     |        | PS     | Fonctionnaire, maire de Saint-Mathieu-de-Tréviers                                                           |

### Résultats détaillés

#### Élections de mars 2015
À l'issue du 1er tour des élections départementales de 2015, deux binômes sont en ballottage : Christian Dupraz et Clothilde Ollier (EÉLV, 32,19 %) et Laurence Cristol et Guillaume Fabre (UMP, 29,56 %). Le taux de participation est de 55,84 % (18 822 votants sur 33 705 inscrits) contre 51,87 % au niveau départemental et 50,17 % au niveau national.
Au second tour, Laurence Cristol et Guillaume Fabre (UMP) sont élus avec 50,77 % des suffrages exprimés et un taux de participation de 55,87 % (8 855 voix pour 18 832 votants et 33 705 inscrits).

#### Élections de juin 2021
Le premier tour des élections départementales de 2021 est marqué par un très faible taux de participation (33,26 % au niveau national). Dans le canton de Saint-Gély-du-Fesc, ce taux de participation est de 39,97 % (14 493 votants sur 36 261 inscrits) contre 33,27 % au niveau départemental. À l'issue de ce premier tour, deux binômes sont en ballottage : Laurence Cristol et Jérôme Lopez (Divers, 44,71 %) et Bruno Chichignoud et Gwenaëlle Guerlavais (binôme écologiste, 19,06 %).
Le second tour des élections est marqué une nouvelle fois par une abstention massive équivalente au premier tour. Les taux de participation sont de 34,36 % au niveau national, 34,7 % dans le département et 39,72 % dans le canton de Saint-Gély-du-Fesc. Laurence Cristol et Jérôme Lopez (Divers) sont élus avec 67,38 % des suffrages exprimés (9 091 voix pour 14 407 votants et 36 275 inscrits),,.

## Composition
Le nouveau canton de Saint-Gély-du-Fesc comprend vingt communes entières.
| Nom                                        | Code Insee | Intercommunalité                   | Superficie (km2) | Population (dernière pop. légale) | Densité (hab./km2) | Modifier                                    |
| ------------------------------------------ | ---------- | ---------------------------------- | ---------------- | --------------------------------- | ------------------ | ------------------------------------------- |
| Saint-Gély-du-Fesc (bureau centralisateur) | 34255      | CC du Grand Pic Saint-Loup         | 16,51            | 10 530 (2022)                     | 638                | modifier les données · modifier les données |
| Assas                                      | 34014      | CC du Grand Pic Saint-Loup         | 19,11            | 1 430 (2022)                      | 75                 | modifier les données · modifier les données |
| Buzignargues                               | 34043      | CC du Grand Pic Saint-Loup         | 4,61             | 373 (2022)                        | 81                 | modifier les données · modifier les données |
| Cazevieille                                | 34066      | CC du Grand Pic Saint-Loup         | 16,21            | 228 (2022)                        | 14                 | modifier les données · modifier les données |
| Combaillaux                                | 34082      | CC du Grand Pic Saint-Loup         | 9,06             | 1 961 (2022)                      | 216                | modifier les données · modifier les données |
| Guzargues                                  | 34118      | CC du Grand Pic Saint-Loup         | 11,73            | 497 (2022)                        | 42                 | modifier les données · modifier les données |
| Les Matelles                               | 34153      | CC du Grand Pic Saint-Loup         | 16,81            | 2 068 (2022)                      | 123                | modifier les données · modifier les données |
| Murles                                     | 34177      | CC du Grand Pic Saint-Loup         | 24,06            | 353 (2022)                        | 15                 | modifier les données · modifier les données |
| Prades-le-Lez                              | 34217      | Montpellier Méditerranée Métropole | 8,88             | 6 207 (2022)                      | 699                | modifier les données · modifier les données |
| Saint-Bauzille-de-Montmel                  | 34242      | CC du Grand Pic Saint-Loup         | 21,52            | 1 212 (2022)                      | 56                 | modifier les données · modifier les données |
| Saint-Clément-de-Rivière                   | 34247      | CC du Grand Pic Saint-Loup         | 12,73            | 5 140 (2022)                      | 404                | modifier les données · modifier les données |
| Saint-Hilaire-de-Beauvoir                  | 34263      | CC du Grand Pic Saint-Loup         | 4,69             | 458 (2022)                        | 98                 | modifier les données · modifier les données |
| Saint-Jean-de-Cornies                      | 34265      | CC du Grand Pic Saint-Loup         | 3,11             | 839 (2022)                        | 270                | modifier les données · modifier les données |
| Saint-Jean-de-Cuculles                     | 34266      | CC du Grand Pic Saint-Loup         | 9,09             | 532 (2022)                        | 59                 | modifier les données · modifier les données |
| Saint-Mathieu-de-Tréviers                  | 34276      | CC du Grand Pic Saint-Loup         | 21,92            | 4 869 (2022)                      | 222                | modifier les données · modifier les données |
| Saint-Vincent-de-Barbeyrargues             | 34290      | CC du Grand Pic Saint-Loup         | 2,24             | 760 (2022)                        | 339                | modifier les données · modifier les données |
| Sainte-Croix-de-Quintillargues             | 34248      | CC du Grand Pic Saint-Loup         | 6,62             | 970 (2022)                        | 147                | modifier les données · modifier les données |
| Teyran                                     | 34309      | CC du Grand Pic Saint-Loup         | 10,04            | 4 729 (2022)                      | 471                | modifier les données · modifier les données |
| Le Triadou                                 | 34314      | CC du Grand Pic Saint-Loup         | 6,30             | 692 (2022)                        | 110                | modifier les données · modifier les données |
| Vailhauquès                                | 34320      | CC du Grand Pic Saint-Loup         | 16,12            | 2 684 (2022)                      | 167                | modifier les données · modifier les données |
| Canton de Saint-Gély-du-Fesc               | 3423       |                                    | 241,36           | 46 532 (2022)                     | 193                | modifier les données                        |

## Démographie
En 2022, le canton comptait 46 532 habitants, en évolution de +8,67 % par rapport à 2016 (Hérault : +7,49 %, France hors Mayotte : +2,11 %).
| 2013   | 2018   | 2022   |
| ------ | ------ | ------ |
| 41 293 | 43 777 | 46 532 |